# Le Japon insolite
Pour plus de détails, voir Fiche technique et Distribution.
Le Japon insolite est un documentaire français réalisé par François Reichenbach en 1980, sorti en France en 1983.

## Le contexte japonais des années 1980
Dans les années 1980, l'économie japonaise semblait invincible. Elle partait à la conquête du monde, les économistes parlant même à l'époque du miracle économique japonais. Le Japon représentait un modèle d’économie et inondait la planète avec ses appareils électroniques et ses voitures dont la production dépassait les États-Unis sur le marché mondial.

## Synopsis
Malgré l'occidentalisation forcée, le Japon n'aurait jamais renié son identité, ni ses traditions. La caméra de François Reichenbach filme une vision du Japon contemporain à travers la continuité des traditions et l'exaltation d'une modernité exemplaire. Il filme une approche de l'âme japonaise qui nourrit l'imaginaire et les particularités de ce pays étonnant.
On découvre des paysages, des montagnes, des volcans, des forêts enneigées de l'archipel qui contrastent avec les gratte-ciels des villes, les métros bondés, les enseignes lumineuses de Tokyo.
Reichenbach filme les processions religieuses dans les villes ainsi que différents rituels empreints d'un passé marqué de conflits féodaux. Des guerriers, les japonais auraient gardé le culte du corps et le goût des communautés masculines que le cinéaste filme dans la campagne.
François Reichenbach a confié la musique à Jean-Claude Éloy. Il a créé en 1977 Gaku-no-Michi au studio électronique de la radio NHK à Tokyo. Il est également l’auteur de la musique des films La Religieuse (2013) et L’Amour fou (1969) pour Jacques Rivette.

## Fiche technique
- Titre : Le Japon insolite
- Réalisation : François Reichenbach
- Scénario : François Reichenbach
- Collaboration : Kyushiro Kusakabe
- Producteur délégué : Jean-Loup Puzenat
- Producteur exécutif : Jean-Jacques Fourgeaud
- Production : France Opéra Films, Les Films des Deux Mondes, FR3 cinéma
- Musique originale : Jean-Claude Éloy
- Prises de vues : François Reichenbach et Gérard de Battista
- Son : Bernard Ortion et Akira Kurosu
- Monteur : Yves Deschamps
- Pays de production :  France
- Genre : documentaire
- Tournage : 1980
- Image : 35 mm, couleur
- Durée : 90 min[4]
- Date de sortie en France : 5 janvier 1983
- Distributeur : Compagnie commerciale française cinématographique (Paris) et Groupement des éditeurs de films (Paris)